# 루이트폴트 폰 바이에른 섭정 왕자
루이트폴트 폰 바이에른 섭정 왕자(독일어: Luitpold Prinzregent von Bayern, 본명: 루이트폴트 카를 요제프 빌헬름 루트비히(Luitpold Karl Joseph Wilhelm Ludwig), 1821년 3월 12일 ~ 1912년 12월 12일)는 바이에른 왕국의 왕족이자 섭정(재위: 1886년 6월 10일 ~ 1912년 12월 12일)이다.

## 생애
바이에른 왕국의 루트비히 1세 국왕과 작센힐트부르크하우젠의 테레제 왕비의 5번째 자녀로 태어났다. 그의 형으로는 바이에른의 막시밀리안 2세 국왕, 그리스의 오톤 국왕이 있다.
바이에른의 왕위 계승권을 갖고 있던 루이트폴트 왕자는 자녀가 없었던 그리스의 오톤 국왕의 추정상속인이기도 했다. 그리스의 왕위 계승법에서는 오톤 국왕의 왕위 계승자는 그리스 정교회 신자여야 한다고 명시되어 있었지만 루이트폴트는 그리스의 왕위 계승을 거절했다. 1862년 그리스에서는 오톤 국왕이 폐위되면서 덴마크 출신의 왕자인 요르요스 1세가 그리스의 새 국왕으로 즉위하게 된다.
1886년 6월 10일에는 루이트폴트의 조카였던 바이에른의 루트비히 2세 국왕이 정신 질환으로 인해 퇴위하면서 바이에른의 섭정으로 임명되었다. 하지만 루트비히 2세의 뒤를 이어 바이에른의 국왕으로 즉위한 오토 국왕이 정신 질환으로 인해 국정을 수행할 수 없게 되면서 섭정 지위를 계속 유지했다.
루이트폴트 왕자는 처음에 조카를 죽였다는 비난을 받았지만 나중에 예의바른 행동으로 인해 바이에른에서 인기 높은 통치자 가운데 한 사람으로 여겨졌다. 특히 1886년 6월 1일에는 루트비히 2세의 궁전 가운데 일부를 일반 대중에 공개하기도 했다.
1912년 12월 12일에 사망할 때까지 바이에른의 섭정을 역임했다. 바이에른의 섭정은 그의 첫째 아들인 루트비히 3세가 승계받았다. 루트비히 3세는 1913년에 오토 국왕을 폐위시키고 바이에른의 국왕으로 즉위했다.

## 자녀
| 사진 | 이름         | 생일             | 사망                    | 기타                                          |
| ---- | ------------ | ---------------- | ----------------------- | --------------------------------------------- |
|      | 루트비히 3세 | 1845년 1월 7일   | 1921년 10월 18일 (76세) | 바이에른 왕국 국왕, 4남 9녀                   |
|      | 레오폴트     | 1846년 2월 9일   | 1930년 9월 28일 (84세)  | 기젤라 폰 외스터라이히 여대공과 결혼. 2남 2녀 |
|      | 테레제       | 1850년 11월 12일 | 1925년 12월 19일 (75세) | 미혼                                          |
|      | 아르눌프     | 1852년 7월 6일   | 1907년 11월 12일 (55세) | 미혼                                          |